# Lervik, Norrtälje kommun
Lervik är en bebyggelse på nordvästra Björkö i Väddö socken i Norrtälje kommun. Mellan 2015 och 2020 avgränsade SCB här en småort.